# Abies delavayi
Abies delavayi är en tallväxtart som beskrevs av Adrien René Franchet. Abies delavayi ingår i släktet ädelgranar, och familjen tallväxter.
Arten förekommer i Kina i Tibet och Yunnan, i Indien i delstaten Arunachal Pradesh samt i Myanmar och Vietnam. Den växer i bergstrakter mellan 2400 och 4300 meter över havet. Abies delavayi ingår i skogar på bergens norra sida. Regionen kännetecknas av kyliga somrar och snörika vintrar. I samma skogar hittas ofta Picea likiangensis och Picea brachytyla var. brachytyla. I lägre områden växer arten tillsammans med Tsuga chinensis, Tsuga dumosa, Juniperus formosana, kinesisk björk, Betula platyphylla var. szechuanica och Quercus semecarpifolia.
Fram till 1998 var intensivt skogsbruk ett hot mot beståndet. Sedan inrättades skyddsåtgärder. IUCN listar arten som livskraftig (LC).

## Underarter
Arten delas in i följande underarter:
- A. d. fansipanensis
- A. d. delavayi
- A. d. motuoensis
- A. d. nukiangensis

## Bildgalleri

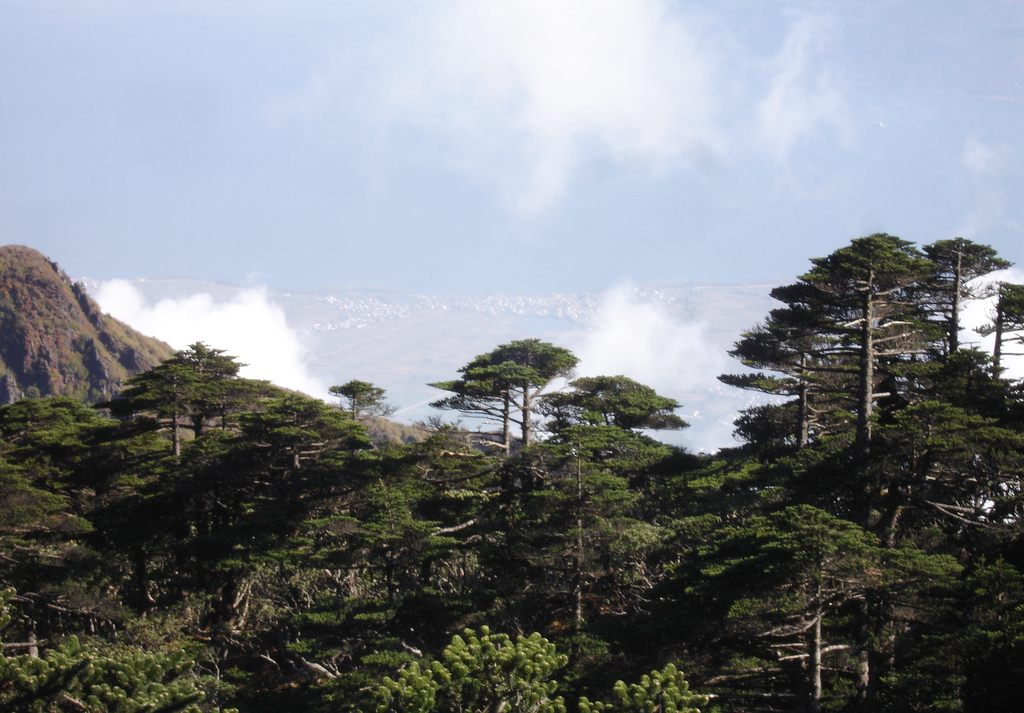
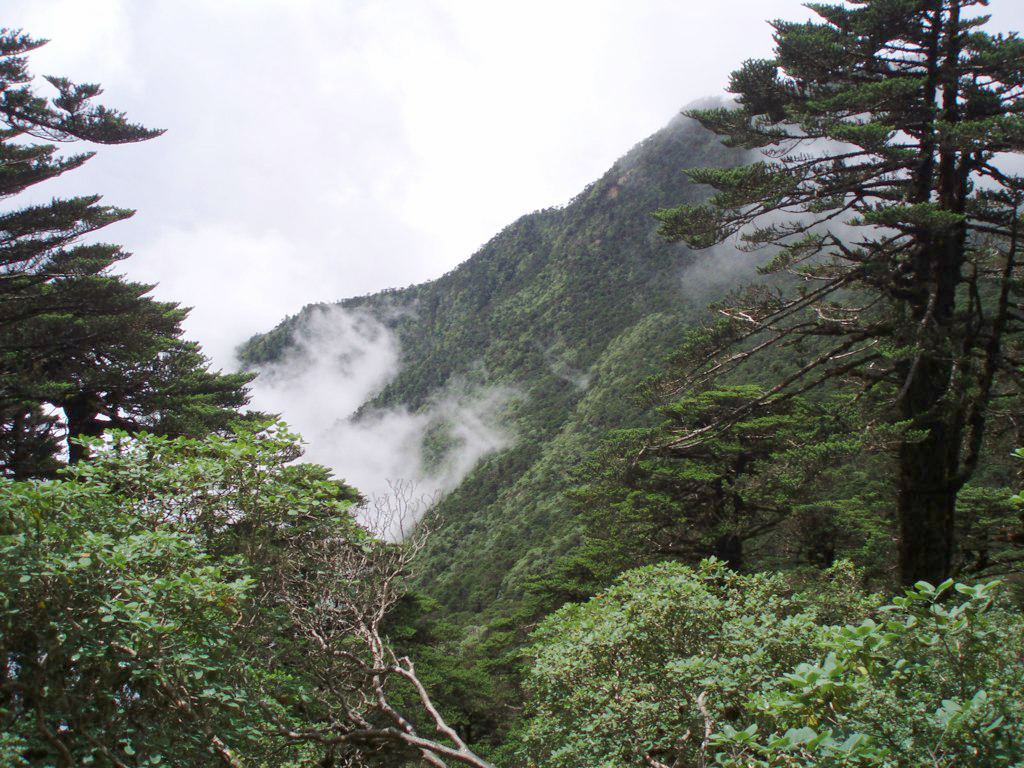